# Carlo Cassola
Carlo Cassola (n. 17 martie 1917, Roma, Regatul Italiei – d. 29 ianuarie 1987, Montecarlo, Toscana, Italia) a fost un scriitor italian.
A câștigat Premiul Strega în 1960 pentru La ragazza di Bube, adaptat într-un film în 1964.